# Вердон (река)
Река Вердон (на френски Verdon) протича през Прованските Алпи (югоизточна Франция, почти изцяло през департамент Алп дьо От Прованс) на разстояние 166 км. Извира от масива Троа Евеше, близо до прохода Алос на височина 2819 м. Името Вердон (с келтски произход) носи от момента на сливане на три потока: Вердон дьо ла Фу (основен), Бушие, и Шадулен. Влива се в Дюранс – голям ляв приток на Рона. Първоначално се отправя на юг, но постепенно, с много завои, променя курса си на запад, като течението ѝ разделя Динските от Кастеланските Предалпи.
Основни притоци: Ланс (ляв – 12 км), Исол (десен – 28 км), Жаброн (ляв – 30 км), Артюби (ляв – 54 км), Колостр (десен – 36 км).
Селища – Алос, Колмар, Сен-Андре-лез-Алп, Кастелан (Алп дьо От Прованс) и Винон-сюр-Вердон (в департамента Вар).
Реката притежава голям хидроенергиен потенциал, така че по течението ѝ от 1923 г. насам са изградени няколко водноелектрически централи, както и пет язовира. Те са притежание на компанията Electricité de France.
Река Вердон е най-известна заради красивото ждрело (Горж дьо Вердон), което е създала в долното си течение. С дължина 25 км и дълбочина 700 м то се счита да най-красивият пролом в Европа. Привлича туристи от всички страни и е направило реката световноизвестна.